# Морски дяволи (род)
Морските дяволи (Lophius) са род актиноптери от семейство Морски дяволи (Lophiidae).
Таксонът е описан за пръв път от Карл Линей през 1758 година.

## Видове
- Lophius americanus – Американска риба въдичар
- Lophius budegassa
- Lophius gastrophysus
- Lophius litulon
- Lophius piscatorius – Морски дявол
- Lophius vaillanti
- Lophius vomerinus